# Argyreia glabra
Argyreia glabra är en vindeväxtart som beskrevs av Jacques Denys Denis Choisy och Heinrich Zollinger. Argyreia glabra ingår i släktet Argyreia och familjen vindeväxter. Inga underarter finns listade i Catalogue of Life.